# شانه‌موش اشتاین‌باخ
شانه‌موش اشتاین‌باخ (نام علمی: Ctenomys steinbachi) نام یک گونه از سرده شانه‌موش است.